# The Blood Next Door

logo de The Blood Next Door

The Blood Next Door est un duo d'artistes plasticiens photographes Français officiant en région parisienne depuis avril 2007. Il se compose de Nazheli Perrot née en 1980 et d'Anthony Peskine né en 1982. 

## Biographie
Nazheli Perrot et Anthony Peskine ont étudié à l'École nationale supérieure des beaux-arts de Paris. C'est là qu'ils commencèrent à faire des photos en compagnie de Matthieu Cossé, puis tous les deux, adoptant dès 2007 le nom de The Blood Next Door, évoquant la violence entendue du monde actuel. 
Leur première photo en commun intitulée le thé a été mise en scène et prise à L'Étang-la-Ville dans l'ancienne demeure de Johnny Hallyday. 
Leur seconde photo : Poisson (2007) fut beaucoup diffusée, notamment dans Le Monde 2 en mai 2009.
Depuis 2007, ils participent à de nombreuses foires et expositions collectives, notamment Mulhouse 008 et Jeune Création 2008 à la Grande halle de la Villette. Ils ont aussi des expositions solo à Paris et Nottingham.
À partir de 2010, ils commencent à réaliser une série d'ultra courts-métrages qu'ils appellent Microfilms. Les Microfilms montrent le point culminant de différents genres cinématogrpahiques.

## Expositions
- Octobre 2007 : Pression à froid, Couvent des Cordeliers, Paris
- Mai 2008 : Mulhouse 008, Mulhouse
- Octobre 2008 : Jeune Création, Grande halle de la Villette, Paris
- Mai 2009 : Pola et les photographes, Galerie Intuiti, Paris
- Février 2010 : The Blood Next Door, Galerie Catherine et André Hug, Paris
- Juillet 2010 : Unnaturally Artful Phenomena, Artspaced, Townsville, Australie
- Octobre 2010 : L'ouverture Galerie Catherine et André Hug, Paris
- Novembre 2010 : Mois de la Photo, Galerie Catherine et André Hug, Paris
- Février 2011 : Absurde?..., Galerie Catherine et André Hug, Paris
- Avril 2011 : Art Paris au Grand Palais
- Novembre 2011 : Photo Levallois 2011 à Levallois-Perret

## Prix et distinctions
- Mars 2009 : finaliste Prix Arcimboldo 2009
- Mars 2009 : 3e prix jeunes talents des Photographies de l'Année de la ville d'Alençon
- Mai 2009 :  La photo Poisson publiée dans Le Monde 2
- Septembre 2009 : 1er prix Parisien[réf. nécessaire] des Récréations Photographiques de la Fnac présidées par Thomas Lélu[6]
- Septembre 2011 :  Mention spéciale Photo Levallois 2011 à Levallois-Perret

## Œuvres
- Le Thé 2007
- Poisson 2007
- Primeur 2007
- Entrepreneurs 2007
- Rémi 2008
- Golf 2008
- Banque 2008
- La Pause 2008
- Grocery Shopping 2008
- Balade 2009
- Roundabout 2009
- Bus Stop 2009
- News 2009
- Corbeaux 2010
- Famille 2010
- Concert 2010
- Ticket 2010